# بيتر نيلسن
بيتر نيلسن (بالدنماركية: Peter Nielsen)‏ (و. 1968  م) هو لاعب كرة قدم، ومدرب كرة قدم، من الدنمارك، ولد في كوبنهاغن، شارك في كأس الأمم الأوروبية لكرة القدم 1992، يلعب كلاعب وسط.

## روابط خارجية
- بيتر نيلسن على موقع الاتحاد الأوربي (الإنجليزية)
- بيتر نيلسن على موقع قاعدة بيانات كرة القدم.إي يو (الإنجليزية)
- بيتر نيلسن على موقع بيانات كرة القدم. دي إي (الألمانية)
- بيتر نيلسن على موقع ناشيونال فوتبول تيمز (الإنجليزية)
- بيتر نيلسن على موقع Soccerway.com (الإنجليزية)